# Osric de Northúmbria
Osric fou rei de Northúmbria des de la mot de Coenred el 718 fins a la seva mort el 9 de maig del 729. Simeó de Durham va escriure que era fill d'Aldfrith de Northúmbria i, per tant seria germà o germanastre d'Osred. Una altra possibilitat és que fos fill del rei Alhfrith de Deira, i llavors seria cosí d'Osred.
Beda narra molt poc del regnat d'Osric. A la Crònica anglosaxona destaca que es van veure cometes l'any 729, cosa que s'interpretava com a mal auguri. Guillem de Malmesbury va lloar Osric per la seva decisió de nomenar Ceolwulf, germà de Coenred, com a successor en el regne, un home de gran fe cristiana que volia ser monjo. A la Crònica anglosaxona diu que va morir assassinat per espasa.